# Фред Квайн
Фред Квайн (англ. Fred Quine, 3 січня 1941) — австралійський хокеїст на траві.
Срібний призер Олімпійських Ігор 1968 року.